# Hiroaki Kamijo
Hiroaki Kamijo (上條 宏晃 Kamijo Hiroaki?), född 22 april 1989 i Chiba prefektur, är en japansk fotbollsspelare.
Kamijo började sin karriär 2012 i Fagiano Okayama. Han spelade 22 ligamatcher för klubben. Han avslutade karriären 2015.